# Новоустиновка (Башкортостан)
Новоусти́новка (баш. Яңы Устиновка) — деревня в Архангельском сельсовете Архангельского района Республики Башкортостан России.

## География
Расстояние до:
- районного центра (Архангельское): 5 км,
- центра сельсовета (Архангельское): 5 км,
- ближайшей железнодорожной станции (Приуралье): 12 км.

## Население
| 2002 | 2009 | 2010 |
| ---- | ---- | ---- |
| 268  | ↘201 | ↘159 |

Национальный состав
Согласно переписи 2002 года, преобладающие национальности — русские 49 %, башкиры — 44 %.